# Helmut Fleischer (Philosoph)
Helmut Fleischer (* 8. November 1927 in Unterrodach, Oberfranken; † 12. Oktober 2012) war ein deutscher Philosoph, Gesellschafts- und Geschichtswissenschaftler. Er war von 1973 bis Herbst 1995 Professor für Philosophie an der Technischen Universität Darmstadt und profilierte sich als Marxismusforscher und Zeitdiagnostiker.

## Leben
Fleischer wuchs in einem christlichen Haus auf, wurde als 17-jähriger Gymnasiast noch zur Wehrmacht eingezogen und für die letzten Kriegswochen an die Ostfront geschickt. Er geriet in den Wirren nach der Kapitulation in Gefangenschaft und wurde 1945 in ein Lager östlich von Moskau interniert.
Als „Kursant“ einer „Antifa-Schule für Kriegsgefangene“ kam Fleischer dort in Berührung mit dem Stalinschen „Sowjetmarxismus“ oder „Marxismus-Leninismus“, durch den Kontakt mit anderen Teilnehmern auch mit der deutschen Arbeiterbewegung und deren Marxismusdenken. Dieser lebensgeschichtliche Abschnitt weckte sein Interesse an der Geschichte der Völker und den Geschicken der Menschen, vor allem an den Folgen der russischen Oktoberrevolution und dem Irrweg der deutschen Nation in diesem Jahrhundert.
Das Studium der russischen Originalliteratur und auch die Beschäftigung mit der nachstalinschen sowjetischen Philosophie wurde später ein Teil der wissenschaftlichen Forschungsarbeit. Fleischer kehrte 1947 in die fränkische Heimat zurück, holte das Abitur nach und studierte Philosophie, neuere Geschichte und Psychologie an der Universität Erlangen. Er promovierte 1955 mit einer Arbeit über Nicolai Hartmann.
Nach Berührungen mit studentisch-politischen Organisationszusammenhängen und der 1968er Bewegung ging Fleischer in dieser Hinsicht auf Distanz. Er war nach 1965, in den Jahren der Praxis-Gruppe, auch kritisch-anteilnehmender Beobachter an der internationalen Sommerschule Korčula und brachte seine eigenständige Perspektive durch Diskussionsbeiträge und vielbeachtete Publikationen weiter in diese Kommunikationsfelder ein.
Fleischer vertiefte sich insbesondere in historisch-kritische Marxismusstudien. Er war zunächst Mitarbeiter im Osteuropa-Institut (Berlin) der Berliner FU, arbeitete acht Jahre lang in der Osteuropaforschung, bis er sich in der Hochschulphilosophie etablierte: Ab 1969 war er Dozent am philosophischen Seminar der FU Berlin, schließlich von 1973 bis Herbst 1995 Professor für Philosophie an der Technischen Universität Darmstadt.

## Forschungsschwerpunkte
Studien zu Marx und dem Marxismus
Helmut Fleischer ist vor allem durch seine Arbeiten über Marx und den Marxismus bekannt geworden. Andere Hauptthemen sind der Nationalsozialismus sowie die Sowjetrevolution, Reflexionen über ethische Fragen und Untersuchungen zur neueren Zeitgeschichte.
Im Zusammenhang der Auseinandersetzung mit der nationalsozialistischen Vergangenheit und wissenschaftlichen Kontroversen, darunter der Historikerstreit, wandte sich Fleischer gegen moralisierende Argumentationen und plädierte stattdessen für seine praxisanalytische, sozial-historisch differenzierende Herangehensweise. Entsprechend ging es ihm um eine Entideologisierung des Verständnisses des Sowjetsozialismus: Das Wesentliche sei nicht einfach im Sinne einer „totalitären Herrschaft“, sondern aus der besonderen Konstellation der gegebenen geschichtlichen Kräfte zu begreifen. Es handle sich auch nicht etwa um die Verwirklichung einer Marxschen Theorie, vielmehr wäre diese allenfalls für eine distanzierte Ideologiekritik der Sowjetrevolution zu veranschlagen.
Studien zu Marx und dem Marxismus nehmen einen breiten Raum ein. Eigentümlich ist dabei, dass Fleischer die Marxsche Kritik der politischen Ökonomie kaum in Betracht zieht. Er sieht das Entscheidende in der Marxschen „Wendung der Philosophie zur Praxis“ als der gesellschaftlich-geschichtlichen Wirklichkeit und zugleich als analytischen Schlüssel für einen realistischen Zugang zum Geschehen. Der Dialog mit Marx sei ergiebig, wenn man sich auf diese und andere Errungenschaften wie zum Beispiel die Kritik ideologischen Bewusstseins bezieht.
Die geistige Mitte seines Werks lässt sich von daher in einer eigenen Ausprägung des kritischen Praxisdenkens verorten. Dieses ist von Marx inspiriert, stellt aber wesentlich auf die Handlungsvollzüge konkreter Subjekte unter jeweiligen materiellen, effektiven gesellschaftlichen Bedingungen ab. Daher suchte Fleischer ebenso gegenüber den geschichtsphilosophischen Ideen einer marxistischen Praxisphilosophie Distanz zu halten wie zu einer sozialethisch argumentierenden Kritischen Theorie.
Der Marxismus ist aus dieser Sicht bereits eine Verkehrung des Marxschen Denkansatzes zur Ideologie, und namentlich gelten ein daraus legitimierter Sozialismus, wie ein als dessen Gegenstück verstandener Kapitalismus als untaugliche „Fetischbegriffe“ aus der Epoche der Systemkonfrontation. Fleischer spricht nicht von Kapitalismus, sondern von Gesellschaften einer kapitalistischen Industriezivilisation.
Dieser exemplarische Umgang mit Geschichtlichem erfolgt nicht ohne einen letztlich selbst daraus gewonnenen Standpunkt: Die Konzeption seiner „Ethik ohne Imperativ“ bedeutet die Ablehnung eines moralischen Universalismus. Sie zielt stattdessen auf die Gewinnung eines lebendig-praktischen Ethos, das im zivilen Leben vorgebildet sei. Dieses könne gegen problematische Modernisierungstendenzen veranschlagt werden.
Fleischers Praxis- und Geschichtsdenken konzentriert sich insgesamt, ähnlich wie bei Norbert Elias, in einem Begriff von „Zivilisation“. Dieser meint eine praktisch-synthetische Einheit aller Funktionen des gesellschaftlichen Lebens. Aus dieser Sicht fällt der Blick auf die Lage der Menschheit an der Schwelle zum 21. Jahrhundert:
Hier sieht der Historiker ein fortgesetztes Ringens um die Gestalt der Zivilisation. Zur menschlich-zuträglichen Zukunftsorientierung rechnet er dabei die Überwindung eines marktwirtschaftlichen Absolutismus, ebenso wie des im Weltmaßstab bestehenden enormen zivilisatorischen Gefälles. Zivilisation in diesem Sinne gilt ihm als ein „Politikum“, in das wir selbst verwickelt sind. Ein Blick nach vorne wäre nach alldem nur aus der Innenperspektive gesellschaftlicher Praxis, in einem beschränkten historischen Horizont möglich, jedenfalls nicht aufgrund von Postulaten und Visionen, die an das Gesellschaftliche und Geschichtliche herangetragen werden.
Erkenntnistheorie und Kategorienlehre
„Wer kategorienbewusst denkt, spart sich so manchen Umweg, weshalb der Umweg über die Kategorien sich durchaus lohnt“ (Helmut Fleischer: 31. Dezember 1999)
1954 wurde Fleischer über das Thema Nicolai Hartmanns Ontologie des idealen Seins in Erlangen von Anton Ernstberger promoviert. In den 1990er Jahren griff Fleischer das Thema der Ontologie und der Erkenntnistheorie wieder auf; es liegen jedoch nur unveröffentlichte Skripten vor. Zuletzt 1993 Über die vierfache Verzweigung der begriffssprachlichen Diremtion 12,1993.
In Anlehnung an Immanuel Kant und vor allem an Nicolai Hartmann und Roman Ingarden entwickelte Fleischer eine Erkenntnislehre, die auf dem Sinnlichen, der Anschauung in Raum und Zeit, auf dem Konkretum (Nicolai Hartmann) basiert. Selbsterfahrung, geistiges Vermögen, die Vernetzungen von Selbst-Sein und Mitwelt-Sein bilden Kategorien für Erkenntnis heraus. In der Alltagspraxis als primärem Medium bildet sich der Grundstock von Begrifflichkeit und kategorialem Erfassen; Praxis bedeutet tätig sein und auf sein Tätigsein eine Reaktion aktiv oder passiv erfahren. Das Subjekt nimmt sich zunächst auf eine eigene Weise wahr, wird aber auch von anderen, und vielleicht auch verschieden von der Eigenwahrnehmung, wahrgenommen. Neben dem Selbstsein und dem Mit-anderen-sein ist die Beziehung zur Umwelt prägend. Das Subjekt ist gleichzeitig Erkenntnissubjekt und Handlungssubjekt und nimmt Sein wahr ausgehend von der eigenen Seinserfahrung.
Die Erlebnisebene spielt auf einer primären Ebene, der Wahrnehmung; die Erkenntnis auf einer weiteren, sekundären, der Reflexionsebene. Erkenntnis ist also ein sekundärer Akt, der als einziger Akt ein nicht-emotionaler ist. Erkenntnis geht ontisch vom Sekundären zum Primären, d. h. zum Fundamentalen vor. Immer sind Wahrnehmung und Erkenntnis in einen Erlebniszusammenhang eingeflochten, in die Realität, in der wir leben. Erkenntnis hat immer den gesamten Lebenszusammenhang hinter sich und vor sich. Das gilt für naive Erfahrung ebenso wie für wissenschaftliche Erkenntnis, also empfinden, erleben, erfahren, erkennen. Wir sind als seiende Subjekte in der Welt und unser Sein gehört mit zum Sein der Welt. Die Realität ist die reale Welt der Dinge und der Personen, und das Umgehen mit Dingen in Bezug auf Personen in Situationen. Es geht um Eigenaktivität und um Eigenvermögen, um Initiative und Anpassungsfähigkeit, um Arbeit, die bewältigt werden will.
Kategorien sind Repräsentanten von erkenntnisbringenden Handlungen; sie zeugen von Sachen und vom Umgehen des Menschen mit seinesgleichen. Sie laufen im Erkenntnisprozess mit und figurieren in ihm, während sich Erkenntnis einstellt. Sie bezeichnen Leistungen der Analysis und der Synthesis. Das spontan-aktive Moment, das in der sich kategorial organisierten Erkenntnis ist, sind wir Menschen selber, die wir das Wirkliche fassen und das Aufgefasste beschreiben. Das Sein der Kategorien ist unser Dabeisein im Erkennen und im Erkannten als Erkanntem. Den Sinn von Sein empfinden wir zuerst in unserem eigenen Lebendigsein, in unserem eigenen Wirken. Kategorien gründen so in dem, was wir ursprünglich erfahren, erlebt, empfunden haben; Kategorienerkenntnis ist kategoriale Selbsterfahrung, eine Art Rechenschaftslegung.
Nicht das Urteilen, sondern das Wahrnehmen ist der vorrangige Ort kategorialer Analysis und Synthesis, die in die Bildung sprachlich gefasster Begriffe einmündet. Das kategoriale Denken ist vor allem Vermittlung von Selbstreflexion und Selbstkontrolle. Zur reflexiven Einstellung gehört auch die Bereitschaft, das Behaupten und Beweisen zurückzustellen, dann auch ein gewisser Mut, sich zur eigenen Subjektivität zu bekennen.

## Veröffentlichungen
- Marxismus und Geschichte. Suhrkamp, Frankfurt am Main 1969, in 6. Auflage 1977. Übersetzungen ins Spanische, Italienische, Englische, Portugiesische, u. a. Marxism and History. New York, Harper & Row, 1973. ISBN 0-7139-0347-3.
- Marx und Engels. Die philosophischen Grundlinien ihres Denkens. Alber, Freiburg/München 1970, 2. Auflage 1974. ISBN 3-495-47189-8.
- Normativistisches und materialistisches Verständnis der sozialistischen Transformation, in: PRAXIS, Philosophische Zeitschrift (Internationale Ausgabe). Anarchy, Future, Revolution. Heft 3–4 1972.
- Kritik der marxistisch-leninistischen Schulphilosophie – Sozialphilosophische Studien. Olle & Wolter, Edition Prinkipo, Berlin 1973.
- Karl Marx. Die Wende der Philosophie zur Praxis, in: Philosophie der Neuzeit II. Grundlagenprobleme der großen Philosophen, Hrsg. J. Speck, Göttingen 1976.
- Begreifen der Praxis, in: Kasseler Philosophische Schriften Bd. 7, Grundlinien und Perspektiven einer Philosophie der Praxis, Hrsg. M. Grauer und W. Schmied-Kowarzik, Kassel 1982.
- Ethik ohne Imperativ. Zur Kritik des moralischen Bewußtseins. Fischer Taschenbuch, Frankfurt am Main 1987.
- Epochenphänomen Marxismus. Wie wird Karl Marx den Marxismus überdauern? edition gesellschaftsphilosophie, Walter G. Neumann, Hannover 1993. ISBN 3-379-01515-6.
- Drei Studien zur Nachgeschichte des 20. Jahrhunderts, (1) Politikum Zivilisation, (2) Die neuen Kriege und ihr alter imperialer Kontext, (3) Europa und der Rest der Welt. Votum für einen politischen Historismus. In: Zeitschrift KOMMUNE 11/2001, 2002, 5/2003.
- Historische Kommunikation, historische Begrifflichkeit sowie Perspektiven und Paradigmen der historischen Perzeption. In: Erwägen, Wissen, Ethik (EWE) 13/2002, Heft 1, Zweite Diskussionseinheit zu Ernst Nolte.
- Geschichtlichkeit und Geschichtsdenken. In: Horst Müller (Hg.), Das PRAXIS-Konzept im Zentrum gesellschaftskritischer Wissenschaft. Norderstedt 2005, S. 138–153. ISBN 3-8334-3737-5.
- Aus Hitlers Krieg durch Stalins GULag: Blick zurück auf eine bewegende Geschichte. Centaurus, Freiburg 2010. ISBN 978-3-8255-0729-9.